# Sosnowka (rejon briediński)
Sosnowka (ros. Сосновка) – wieś (sieło) w Rosji, w obwodzie czelabińskim, w rejonie briedińskim. W 2010 liczyła 437 mieszkańców.